# Nübao
Nübao (qui signifie Journal des femmes en français) a été créé en 1898 et a été l'un des premiers magazines féminins de Chine. Il est fondé dans le contexte progressif de la réforme des Cent Jours. La fondatrice est Chen Xiefen (en), féministe et journaliste chinoise de l'époque Qing.

## Contexte
En 1898 ont lieu en Chine d'importantes réformes et campagnes pour l'éducation des femmes dans le cadre de la Réforme des Cent Jours.
La campagne de Shanghai de 1898 en faveur de l'éducation des femmes abouti à la création de la première association de femmes en Chine (Nü xuehui : Société des femmes), du premier journal féminin chinois (Nübao Journal des femmes renommé en plus tard Xuchu nubao, puis Nü xuebao) en juillet 1898 et de la première école chinoise pour les jeunes femmes de l'élite (Nü xuetang), toutes dirigées par des femmes.
La fondatrice du journal est Chen Xiefen (en), féministe et journaliste chinoise de l'époque Qing.

## Fondation
Nübao est le premier journal féminin de l'histoire chinoise. Il est fondé le 24 juillet 1898 par la Société des femmes de Shanghai, fondée par Chen Xiefen (en). Le père de Chen Xiefen, Chen Fan était propriétaire du « Journal soviétique » et l'a beaucoup encouragée. Le siège social de Nübao était à Shanghai,.
Le journal était publié trois fois par mois, le premier numéro étant imprimé en vermillon. Le bureau du journal était situé à Wenyuanfang, à l'extérieur de la porte ouest de Shanghai, et il devait y avoir quatre bureaux de vente : le magasin d'éventails de Wenruilou, rue Huayi, ville de Nanshi ; le magasin d'éventails du pavillon des fleurs de prunier de Yuyuan, temple de Yimiao, dans la ville ; la librairie de la société Guangxue, en face du vieux village de Buzhuang, sur la quatrième route de la ville du nord ; et le pont de Mudcheng. Les trois premiers numéros sont gratuits et « envoyés » au lectorat. En septembre de la même année, en raison de la fin de la Réforme des Cent Jours par l'impératrice douairière Cixi, après la publication du douzième numéro, le journal est contraint de cesser de paraître le 29 octobre 1898.
En 1902, Xiefen publie à nouveau le journal et en 1903, elle le rebaptise Nü xuebao, et il cesse de paraître la même année.
Le magazine avait cinq objectifs : suppression des bandages des pieds, éducation des filles, possibilité de se libérer du mariage, avoir des emplois pour les femmes, égalité avec les hommes.
Le magazine est fermé par le gouvernement chinois en 1903 en raison de sa position antigouvernementale.